# Giulio Uberti
(Giulio Uberti, Tito Speri, 1-4)
Giulio Uberti (Brescia, 5 settembre 1806 – Milano, 19 novembre 1876) è stato un poeta e patriota italiano.

## Biografia
Laureatosi in legge, mazziniano, partecipa alle Cinque Giornate di Milano ed è costretto all'esilio. Rientra a Milano nel 1859 dove a settant'anni, nel 1876, muore suicida con un colpo di pistola per un amore turbato da maligne dicerie. Sembra infatti che si fosse innamorato di una sua giovane allieva inglese, che a sua volta lo era di lui. Tornata la ragazza a Londra, la raggiunse poco dopo, ma capendo di non doverla esporla alle voci della gente, si uccise poco dopo.
Quindici lustri premeanlo a sera: 

Pur sul rugoso fronte non dome 

L'ire fremevano dell'alma austera: 

Passò imprecando: sferzò: derise:

—Tutto è putredine! — disse... e s'uccise.»
(Felice Cavallotti, Tre ritratti, 1878)

## L'opera poetica
In gioventù scrisse un poemetto satirico ispirato a Il giorno di Parini e intitolato Le stagioni di cui portò a termine solo L'inverno e La primavera. Dai primordi classici giunse a un gusto romanticheggiante che subì l'influsso di Hugo e Byron. Scrisse famose odi dedicate a Napoleone, Washington, Garibaldi e Mazzini.
Le sue liriche, per il vigore e per l'impeto patriottico, furono lodate da molti, fra cui Carducci e Niccolò Tommaseo.

## Opere
- Poesie edite ed inedite, Milano, Tip. autori-editori di E. Civelli, 1871.